# Simulium prumirimense
Simulium prumirimense es una especie de insecto del género Simulium, familia Simuliidae, orden Diptera.
Fue descrita científicamente por Corcaron, 1981.